# Stefan Schröder
Stefan Schröder (født 17. juli 1981 i Schwerin) er en tysk håndboldspiller, der spiller for den tyske Bundesligaklub HSV Hamburg. 

## Klubhold
- SV Post Schwerin
- SG Flensburg-Handewitt
- HSG Düsseldorf
- HSV Hamburg (2005-)

## Landshold
Schröder spiller desuden for det tyske landshold, som han debuterede for den 15. marts 2002 i en kamp mod Schweiz. Her var han blandt andet med til at vinde VM-guld i 2007. 